# Club Voleibol Alcobendas
El Club Voleibol Alcobendas es un club de voleibol situado en Alcobendas que, con apoyo del ayuntamiento, participa en la Superliga Femenina de Voleibol, perteneciente a la Real Federación Española de Voleibol. Se trata de un proyecto de formación de jugadoras de elite. Forma parte de FUNDAL (Fundación del Deporte de Alcobendas).

## Historia
- Septiembre de 2000: Fundación del Club Voleibol Alcobendas por Patricia Sanz Martínez, actual Presidenta honoraria.
- 2001: Comienza con pocos aficionados de entre 16 y 25 años que entrenan en el Pabellón Antela Parada de Alcobendas.
- 2002: Primeros equipos sénior municipales femeninos y masculinos.
- 2003: Tras la firma del convenio con el Patronato Municipal de Deportes de Alcobendas, inicia la coordinación de la escuela-club de voleibol del municipio. Los alumnos de la escuela participan en la liga local de San Sebastián de los Reyes, quedando campeones.
- 2004: Primeros equipos federados, femenino y masculino respectivamente, en 2.ª división, última del voleibol. Ascenso a Primera División Nacional de ambos equipos por méritos propios.
- 2005: Primeros equipos federados de la cantera: alevines mixtos, infantil femenino y juvenil femenino. Puesta en marcha de la liga local alevín, coordinada por el club, en la que participan equipos de distintos colegios del municipio. Los equipos sénior femenino y masculino son campeones del Trofeo Marca.
- 2006: Inscripción de la cantera en todas las categorías de distintas competiciones federadas y no federadas. Ascenso del equipo juvenil femenino a Primera División Nacional. El equipo sénior femenino es campeón del Trofeo Marca.
- 2007: Ascenso del primer equipo a FEV. Ascenso de los equipos sénior masculino y femenino de Segunda División Nacional. Ascenso del juvenil femenino a Primera División Nacional. Federación de todas las categorías excepto cadete. Premio deporte “Ciudad de Alcobendas” por la consecución del ascenso a FEV. Premio “Grada Norte” al Equipo del año. El equipo sénior masculino se proclama campeón del Trofeo Marca.
- 2008: Ascenso del primer equipo a Superliga 2 (División de Honor B). El club cuenta por primera vez con equipos federados en todas las categorías. Premio “Grada Norte” al Equipo Femenino del año. La escuela compite en la liga de la Comunidad de Madrid. El equipo sénior femenino de Primera División Nacional se proclama campeón del Trofeo Marca.
- 2009: El club se consolida como un club de cantera, hay equipos federados y municipales en todas las categorías. El equipo sénior masculino se proclama campeón de la liga municipal y el juvenil femenino municipal gana el trofeo de primavera.
- 2010: Bajo la presidencia de Fabián Muller, el Club Voleibol Alcobendas comienza una nueva etapa que tiene como sello distintivo el proceso de formación de jugadoras de elite. Se trata de un proyecto a largo plazo y que tiene como meta la búsqueda y el desarrollo de jóvenes con proyección nacional.
- Temporada 2010-2011
  - Campeonas de Madrid cadete (sub-16),
  - Campeonas de Madrid juvenil (sub-18)
  - Campeonas de Madrid sénior (plus 18);
  - 3.er puesto en el Campeonato de España en cadete (Sub-16)
  - 3.er puesto en el Campeonato de España en juveniles (Sub-18)
  - 2.º puesto en la Superliga Júnior (Sub-18 de equipo de Superliga)

- Temporada 2011-2012
  - Campeonas de la Copa Princesa
  - Ascenso a Superliga 1
  - Campeonas de España cadete
  - Campeonas de Madrid cadete (sub-16),
  - Campeonas de Madrid juvenil (sub-18)
  - Campeonas de Madrid sénior (plus 18);
  - 7.º puesto en el Campeonato de España en juveniles (Sub-18)
  - 3.er puesto en la Superliga Júnior (Sub-18 de equipos de Superligas)

- Temporada 2012-2013
  - Campeonas de España cadete (sub-16) Temporada 2012-2013:
  - Campeonas de la Copa Comunidad de Madrid (sénior)
  - Subcampeonas de la Copa Princesa (Sénior)
  - Campeonas de la Superliga Júnior (juveniles)
  - Campeonas de España (juveniles)
  - Ascenso a Superliga 1

- Temporada 2013-2014
  - Campeonas de la Copa Comunidad de Madrid (sénior)
  - Tercer puesto en la Copa de la Reina (Sénior Superliga 1)
  - Campeonas de la Superliga Júnior (juveniles)
  - Campeonas de España (juveniles)
  - Campeonas de Madrid (juveniles)

- Temporada 2014-2015
  - Campeonas de la Copa Comunidad de Madrid (sénior)
  - Tercer clasificado en el Campeonato de España (juveniles)
  - Campeonas de Madrid (juveniles)

- Temporada 2015-2016
  - Campeonas de Madrid infantil (sub-14)
  - Subcampeonas de España infantil (sub-14)
  - Subcampeonas de Madrid cadete (sub-16)
  - Campeonas de España cadete (sub-16),
  - Campeonas de Madrid juvenil (sub-18)
  - Campeonas de la Superliga Júnior (sub-18)
  - Subcampeonas de España juvenil (sub-18)
  - Subcampeonas de la Copa Comunidad de Madrid (sénior)
  - Tercer puesto en la Copa de la Reina (Sénior – Superliga 1)
  - Cuarto puesto en la Superliga 1

- 2016: Asume la presidencia del Club Voleibol Alcobendas Íñigo Lería.

## Dirección del club
Junta directiva
- Presidente: Íñigo Lería, tesorería y administración
- Vicepresidente: Fabián Muller, definición del proyecto, dirección deportiva y estrategia institucional
- Secretaria: Paloma Elízaga
- Vocal: Eduardo Mendoza, prensa
- Vocal: José Manuel Elízaga, instalaciones, relaciones con los socios.
- Vocal: Nemesio Fernández-Cuesta, relaciones institucionales
- Vocal: Felipe Alonso, proyecto de cantera
- Vocal: Lidia Zommer, comunicación y márquetin

Profesionales
- Director técnico: Guillermo Falasca
- Gerente: José Díez
- Entrenadores:
  - Paula Tirini
  - Natalia Sánchez Terrón
  - Delegada: Amaya Lería
  - CM: Ana Muller

## Instalaciones
- Polideportivo Municipal José Caballero
- Pabellón Amaya Valdemoro
  - Carretera de Barajas, 1,400, Alcobendas (salida 17 de la A1)
- Pabellón Luis Buñuel
  - C/ Jaén, 73 - Alcobendas (Cinco minutos andando del Metro Manuel de Falla y nueve de la estación de cercanías Alcobendas - SS de los Reyes)

## Patrocinadores principales
Las deportistas del Club Voleibol Alcobendas visten equipaciones deportivas personalizadas GEFF.
El patrocinador del equipo juvenil es Professional Answer.

## Plantilla

### Temporada 2015-2016
Entrenador : Guillermo Falasca

### Temporada 2014-2015
Entrenador : Hugo Gotuzzo
2.º Entrenador: Isaac Adrover